# Aitor Huegún
Aitor Huegun Etxeberria (San Sebastián, España, 9 de agosto de 1972),  es un exfutbolista español que jugaba como delantero centro.
Inició su carrera en el Athletic Club, aunque vivió sus mejores temporadas como profesional en las filas del Lorca Deportiva CF (2003-2005), donde fue máximo goleador dos temporadas consecutivas y logró un histórico ascenso a Segunda División. En 2009 se retiró del fútbol profesional tras 18 temporadas en activo, con 555 encuentros y 149 goles a sus espaldas.

## Trayectoria

### Inicios y formación
En 1982, con diez años de edad, se incorporó a las filas del Antiguoko KE, un conocido equipo de fútbol base de San Sebastián del que salieron conocidos futbolistas como De Pedro, Arteta, los hermanos Mikel y Xabi Alonso o Aduriz. En 1990 fue fichado por el Athletic Club e integrado en su equipo juvenil.

### Athletic Club
El 15 de marzo de 1992 debutó con el Bilbao Athletic, filial del Athletic Club, en Segunda División. Dos años después, el 20 de febrero de 1994, el entrenador alemán Jupp Heynckes, que confiaba en las cualidades del jugador donostiarra, le hizo debutar en Primera División con el Athletic Club. Sin embargo, no consiguió asentarse en el primer equipo y continuó jugando en el filial rojiblanco. Después de superar una lesión de tobillo, Huegún fue cedido a dos equipos de Segunda División en las siguientes temporadas, así jugó en el RCD Mallorca y la SD Eibar durante las temporadas 1995-96 y 1996-97. 
En 1997 regresó al Athletic para formar parte de la histórica plantilla del centenario que, de la mano del técnico hispano-francés Luis Fernández, fue subcampeón de Liga. Sin embargo, apenas participó en un encuentro debido a la gran competencia que encontró en jugadores como Joseba Etxeberria, Ismael Urzaiz o José Ángel Ziganda. Sí que participó en el partido conmemorativo del centenario, en el que el Athletic se enfrentó a la selección de Brasil en San Mamés.

### Elche, Granada, Motril y Cartagonova
En 1998 recaló en Elche CF, por aquel entonces en Segunda B, donde marcó 10 goles y logró ascender a Segunda División, siendo uno de los jugadores claves del ascenso. En enero del año 2000 firmó por el Granada Club de Fútbol, que se encontraba inmerso en una grave crisis económica en Segunda B. En el club nazarí permaneció año y medio, logrando diecinueve goles en 59 partidos.
En 2001 fichó por el Motril CF, con el que hizo 15 tantos y volvió a luchar por el ascenso. Al año siguiente fichó por el Cartagonova, donde hizo otros 10 goles, aunque se vio obligado a abandonar el club al no cobrar ninguna nómina.

### Lorca Deportiva
En 2003 fichó por el Lorca Deportiva CF, donde vivió su mejor época como futbolista. Los comienzos fueron difíciles, ya que su llegada al equipo lorquino coincidió con el secuestro de su hermano Asier por el Ejército de Liberación Nacional de Colombia, en septiembre de 2003. Tras 72 días de incertidumbre, su hermano fue liberado por el ELN sin sufrir daños. En Lorca, pulverizó sus mejores registros goleadores al anotar 41 goles en 82 partidos y lograr el ascenso a Segunda División en 2005, bajo las órdenes de Unai Emery. Además fue uno de los tres máximos goleadores de la Copa del Rey 2004-05, con 5 goles.

### Últimos años en el País Vasco
En verano de 2005, a pesar de comenzar la temporada jugando en el Lorca, fue traspasado al Real Unión de la Segunda División B. Aitor llegó a Irún en compensación por la marcha de Gorka de Carlos al Lorca, petición expresa del técnico Unai Emery. Tras dos temporadas en el cuadro irundarra, jugó en el Barakaldo CF y en la SD Lemona, donde puso fin a su carrera como futbolista en el año 2009.
Tras su retirada, siguió vinculado parcialmente al mundo del fútbol y entrenó, durante un breve periodo de tiempo, al Berio Futbol Taldea en categoría regional. En 2010 empezó a trabajar como taxista en San Sebastián.

## Clubes
| Club                  | País   | Periodo     | Partidos | Goles |
| --------------------- | ------ | ----------- | -------- | ----- |
| Bilbao Athletic       | España | 1992-1995   | 87       | 19    |
| Athletic Club         | España | 1994        | 3        | 0     |
| RCD Mallorca (cedido) | España | 1995 - 1996 | 21       | 2     |
| SD Eibar (cedido)     | España | 1996 - 1997 | 29       | 4     |
| Athletic Club         | España | 1997 - 1998 | 1        | 0     |
| Elche CF              | España | 1998 - 2000 | 62       | 11    |
| Granada CF            | España | 2000 - 2001 | 59       | 19    |
| Motril CF             | España | 2001 - 2002 | 38       | 15    |
| Cartagonova           | España | 2002 - 2003 | 32       | 10    |
| Lorca Deportiva       | España | 2003 - 2005 | 82       | 41    |
| Real Unión            | España | 2005 - 2007 | 76       | 18    |
| Barakaldo CF          | España | 2007 - 2008 | 34       | 4     |
| SD Lemona             | España | 2008 - 2009 | 31       | 6     |